# Сахат-кула у Улцињу
Сахат-кула у Улцињу је једна од сахат-кули у Црној Гори. Саграђена је 1754. године за време Османског царства уз помоћ донација грађана Улциња.

## Опште информације
Главна намена куле била је позивање људи на посао, подсећање на њихове дужности и информисање о времену. Њена локација је пажљиво одабрана, како се види или њен сат чује из свих делова Улциња. Има правоугаону основу, а рађена је од лепо тесаног камена неправилног облика. Сахат-кула се налази у близини џамија Намазгјаху и Криепазари џамије.
У Улцињу је постојао човек чија је титула била „мувекит”, а његова дужност је била да се стара о исправности сата на кули.